# Ooij (Neder-Betuwe)
Ooij is een buurtschap in Gelderland en hoorde samen met Medel tot het rechtsgebied van Echteld. Per 1 januari 2002 werd de gemeente Echteld, inclusief Ooij, samengevoegd met de gemeenten Kesteren en Dodewaard. Later werd dit gemeente Neder-Betuwe. Medel maakt sindsdien deel uit van de gemeente Tiel.
Ooij is overigens geen officiële plaatsnaam. Het is een toponiem van een buurtschap. Ooij wordt gerekend tot het buitengebied van het dorp Echteld.
In Ooij stond van 1402 tot 1854 het kasteeltje Hof d'Ooy. 

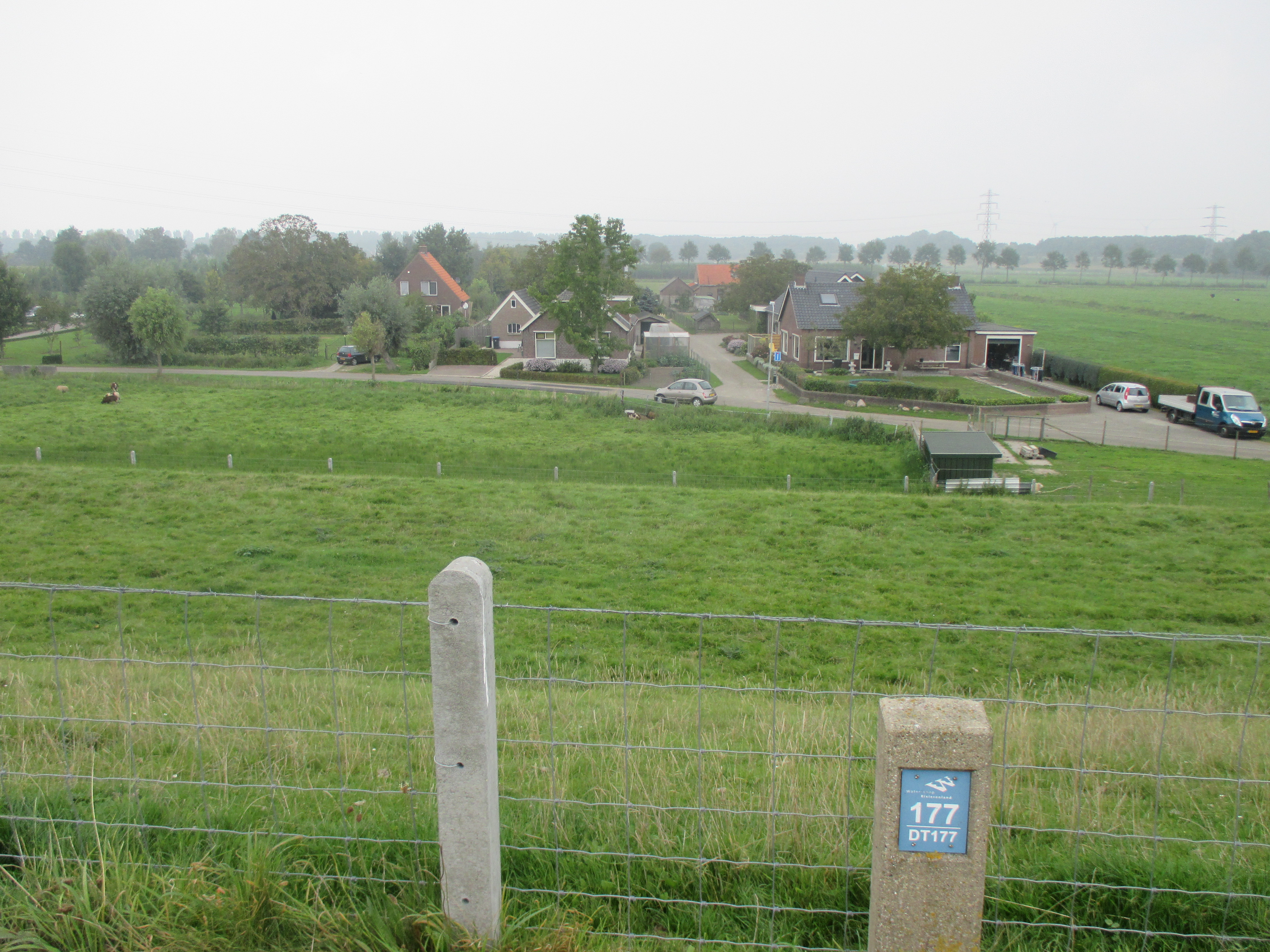
Buurtschap Ooij vanuit het zuiden

Dorpen: Dodewaard · Echteld · IJzendoorn · Kesteren · Ochten · Opheusden

Buurtschappen: Den Akker · Eldik · Hien · Hoogbroek · Lakemond (deels) · Lede en Oudewaard · Ooij · Pottum · Wely

Gelderland: Steden en dorpen in Gelderland      Nederland: Provincies · Gemeenten